# Џоунсборо (Џорџија)
Џоунсборо (Џорџија) (енгл. Jonesboro) град је у америчкој савезној држави Џорџија. По попису становништва из 2010. у њему је живело 4.724 становника.

## Демографија
Према попису становништва из 2010. у граду је живело 4.724 становника, што је 895 (23,4%) становника више него 2000. године.
| Група             | 2000.         | 2010.         |
| Белци             | 2.279 (59,5%) | 1.483 (31,4%) |
| Афроамериканци    | 1.179 (30,8%) | 2.749 (58,2%) |
| Азијати           | 28 (0,7%)     | 101 (2,1%)    |
| Хиспаноамериканци | 289 (7,5%)    | 341 (7,2%)    |
| Укупно            | 3.829         | 4.724         |